# Жовтий Віктор Васильович
Віктор Жовтий (9 січня 1947 — 3 липня 2004, Архангельськ, Російська Федерація) — український актор театру в Росії. 

## Життєпис
Віктор Жовтий народився 9 січня 1947 році в Україні.  
У 1969 закінчив акторський факультет Харківського інституту мистецтв, після чого працював в театрах міст Суми (Сумський обласний академічний театр драми та музичної комедії імені М. С. Щепкіна), а потім емігрував у Росії, до Комсомольська-на-Амурі.  
У 1976 переїхав до Архангельська і Працював у Архангельському театрі драми імені М. В. Ломоносова. 
Вперше на сцену Архангельського театру ім. Ломоносова вийшов 23 листопада 1976 в ролі Портоса в спектаклі «Три мушкетери» за романом Олександра Дюма.  
Майже 30 років віддав сцені архангельського театру і зіграв за цей час близько 100 ролей.  
Віктор Жовтий був актором яскравого комедійного дарування і запам'ятався глядачам в ролях Меккі-Ножа в «Тригрошовій опері» Брехта, Митрофана в «Наталці Полтавці» Іван Котляревський, Флорана у «Вечірніх дзвонах», Дідуся у «Предках» та багатьох інших.  
Також юні глядачі дуже любили Віктора Жовтого за зіграні ним персонажі в дитячих спектаклях, таких як «Карлсон», забавний і незлий чаклун Фу-Ти в «Маленькій феї», дотепний Осел в «Бременських музикантах».  
Колеги і глядачі відзначали його привабливість, музикальність, пластичність і без перебільшення називали його прикрасою будь-якої вистави, навіть якщо він грав у ній скромну роль. 
В останні роки життя через важку хворобу Віктор Жовтий уже не виходив на сцену. 
Помер 3 липня 2004, на 58-му році життя.  
Після громадянської панахиди, що відбулася 7 липня 2004 об 11:30 в приміщенні Поморської філармонії, Віктор Жовтий був похований на Вологодському цвинтарі Архангельська. 
В ніч з 17 на 18 вересня 2010 невідомі зловмисники зламали кілька хрестів і пам'ятників на Вологодському цвинтарі Архангельська, серед них був і хрест на могилі Віктора Жовтого. Згодом хрест був відновлений. 

## Творчість

### Ролі в театрі
- 1979 — Меккі-Ніж («Тригрошова опера» Б. Брехта)
- 1980 — Митрофанушка («Наталка» Д. Фонвізіна)
- 1983 — Ернандо («Дама серця перш за все» П. Кальдерона)
- 1989 — Вовка («Відлюдний наше море» Н. Коляди)
- 1990 — плюмажами («Диваки на підмостках» А. Аверченко)
- 1992 — Портупея («Зойчина квартира» М. Булгакова)
- 1993 — кавалер де Ріппафрата («Мережі любові» («Трактирщица») К. Гольдоні)
- 1995 — Флоран («Вечірні дзвони» ( «Священні чудовиська») Ж. Кокто)
- 1996 — Дід («Предки»)
- Осел («Бременські музиканти» В. Ліванова та Ю. Ентіна)
- старшина Біденко («Син полку» В. Катаєва)
- Розбійник («Трубадур та його друзі»)
- Карлсон («Малюк і Карлсон» А. Ліндгрен)
- Імператор («Нефритова Фея» Г. Шимановського) і багато інших.

### Театральні постановки
Поставив в Архангельському драматичному театрі імені М. В. Ломоносова такі спектаклі: 
- «Маленька фея»
- «Пригоди папуги»
- «Ємеліне щастя»
- «Троє поросят»